# 天佑国家圣殿

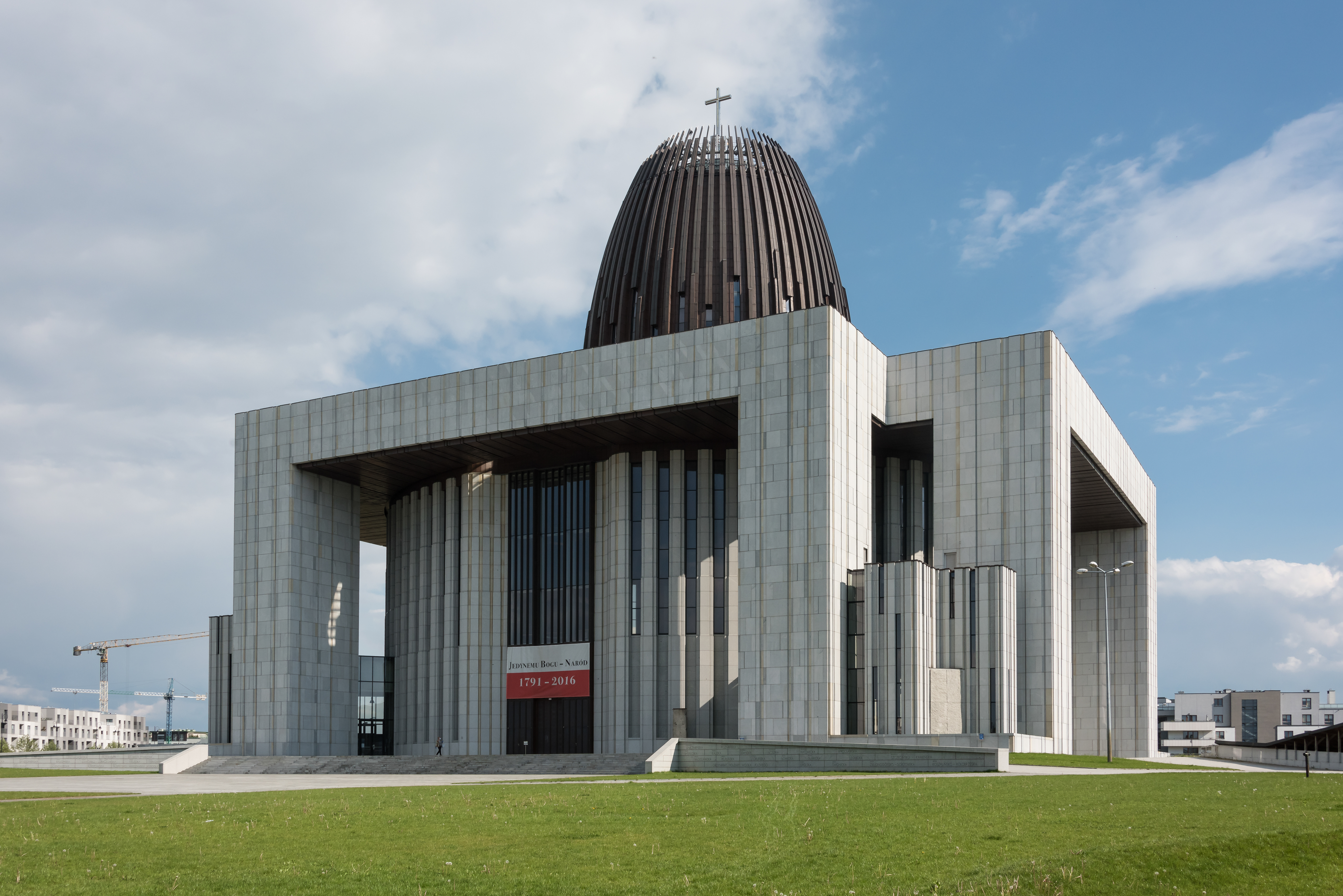
2020年11月的天佑国家圣殿

天佑国家圣殿（波兰语：Świątynia Opatrzności Bożej w Warszawie） 是波兰首都华沙的一座教会建筑，座落在維拉努夫區古老的皇家之路末端，於2016年建成。兴建这座圣殿的计划开始于200年前，200年来，波兰人一直设法建造一座感谢天主保佑的感恩教堂。这座圣殿是波兰重要的宗教、民族象征。天佑国家圣殿建筑群包括天佑教堂、若望保禄二世与斯特凡维辛斯基枢机博物馆，以及波兰先贤祠。 
天佑中心是一个现代化的文化设施。这个地方用来感谢天主在过去200年间波兰历史上发生的以下所有事件中保佑了波兰：1791年五三宪法、1918年波兰恢复独立、1920年维斯瓦河奇迹、1980年9月波兰团结工会成立、1989年波兰恢复独立、斯特凡维辛斯基枢机的牧灵工作和若望保禄二世当选教宗。这座圣殿也是献给两千年基督教的国家感恩教堂 - 波兰与天主一起进入21世纪。 

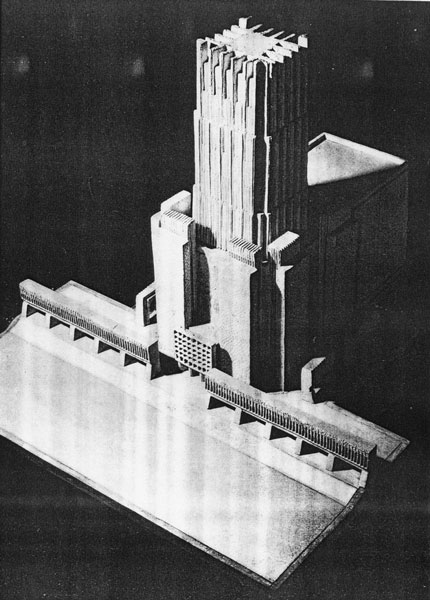
1939年的设计

世界大战和共产政权阻止了兴建计划达60年之久，然而，在波兰人民共和国时代，教友们并未忘记自己的承诺。1989波兰恢复独立后，事态发生转折，教友们感觉这是恰当的时机，感谢天主保佑，要实现祖先们允诺要建造的圣殿。20世纪90年代后期，约瑟夫格莱姆普枢机重提建造圣殿的设想，1998年10月23日，波兰共和国下议院以压倒性多数通过兴建国家圣殿的法案。该决议说，“波兰第三共和国下议院认为，波兰民族200年前的誓言了应该履行”，这座圣殿将是“对1791年五三宪法、1989年重获独立、若望保禄二世担任教宗20年，以及基督教流传两千年的国家感恩教堂。” 
若望保禄二世全力支持圣殿的建造。1999年他前往波兰朝圣期间，在毕苏斯基广场，他祝福了基石，这正是未来的祭坛的所在地：“愿这座圣殿成为为了祖国自由特别感恩的地方。我祈祷，没有痛苦的经历会影响这个我们已经等待了200年的感恩”。
2002年1月，确定圣殿的建筑师为沃伊切赫和莱赫卡申博尔斯基，造价大约4000万欧元，款项包括私人捐助和国家预算经费。建筑平面为希腊式十字，84米x84米 - 有一个穹顶。建成后高度大约75米。2002年11月开始动工，2016年11月11日建造完成。
地下室的先賢祠完工後有數人在此安葬，包括2010年2月，前外交部長克日什托夫·斯库比谢夫斯基逝世後安葬在此。同年4月，因空難身亡的末任流亡政府總統雷沙尔德·卡丘罗夫斯基也在此安葬。
2022年11月，波蘭流亡政府前三任總統瓦迪斯瓦夫·拉奇凯维奇、奥古斯特·扎列斯基、斯坦尼斯瓦夫·奥斯特洛夫斯基自英國特倫特河畔紐瓦克歸葬於該聖殿的地下室。